# Rezerwat przyrody Wyspy Zakrzewskie
Wyspy Zakrzewskie – wodny rezerwat przyrody położony na terenie gmin: Słubice, Iłów, Mała Wieś i Bodzanów w województwie mazowieckim.
Został powołany Zarządzeniem Ministra Ochrony Środowiska, Zasobów Naturalnych i Leśnictwa z dnia 2 listopada 1994 r. (M.P. z 1994 r. nr 58, poz. 496, rej. woj. nr 137). Obejmuje obszar wysp, piaszczystych łach oraz wód rzeki Wisły o łącznej powierzchni 314,42 ha (akt powołujący podawał 310 ha); jego otulina zajmuje 74,35 ha.
Jest to rezerwat typu faunistycznego (PFn), podtypu ptaków (pt), utworzony w celu zachowania ostoi lęgowych rzadkich i ginących w Polsce ptaków siewkowatych: mew, rybitw i sieweczek.
Na mocy planu ochrony ustanowionego w 2018 roku, obszar rezerwatu objęty jest ochroną czynną.
Rezerwat leży na terenie Nadwiślańskiego Obszaru Chronionego Krajobrazu oraz dwóch obszarów Natura 2000: specjalnego obszaru ochrony siedlisk „Kampinoska Dolina Wisły” PLH140029 i obszaru specjalnej ochrony ptaków „Dolina Środkowej Wisły” PLB140004.